# Maria Franke

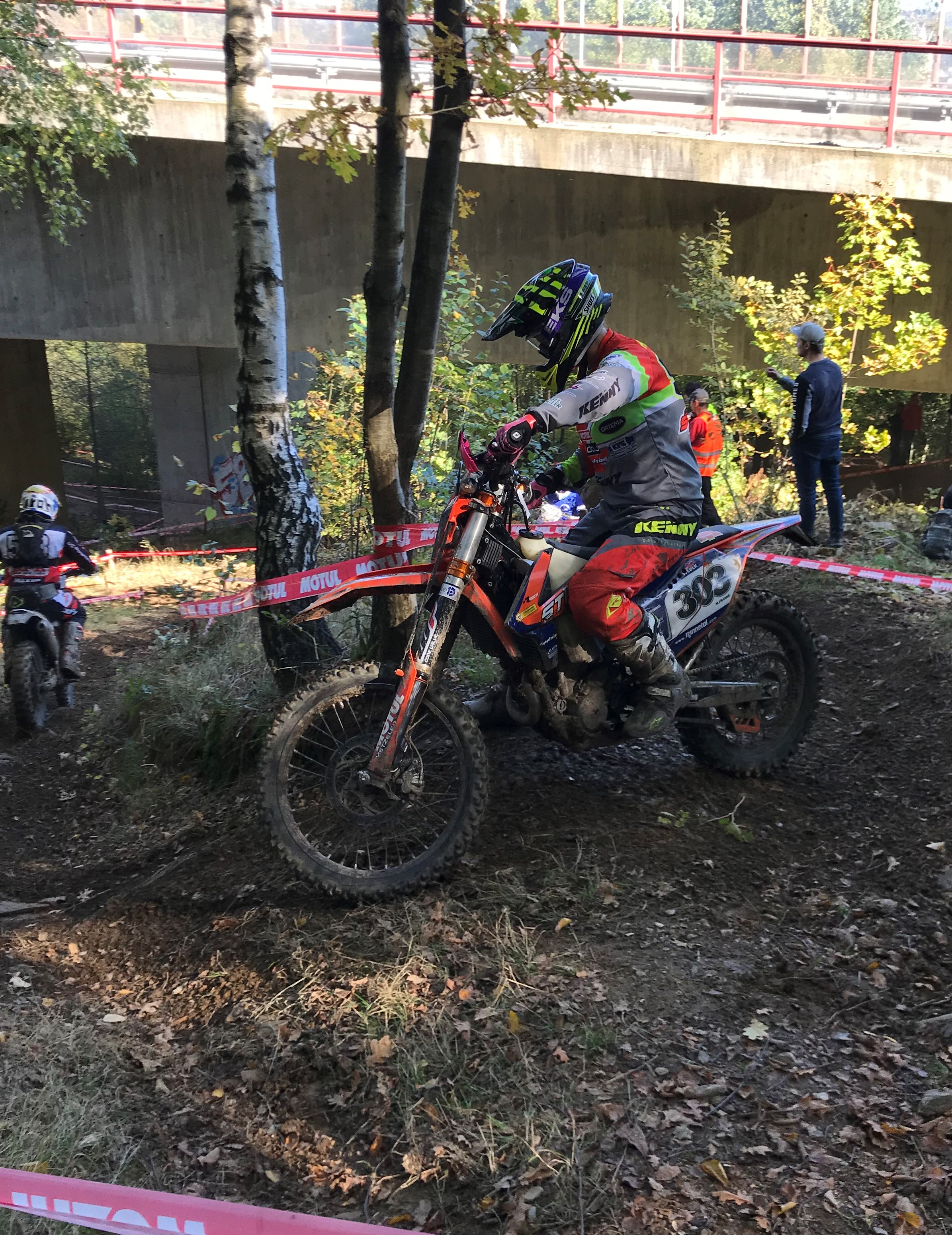
Maria Franke bei Rund um Zschopau (2019)

Maria Franke (* 13. November 1991 in Zeitz) ist eine ehemalige deutsche Enduro- und Motocrosssportlerin. Im Jahr 2017 wurde sie Weltmeisterin bei der Enduro-Weltmeisterschaft.

## Sportlicher Werdegang
Ihre ersten Fahrversuche machte Franke bereits im Alter von vier Jahren.
In der Saison 2007 startete sie erstmals in der Motocross-Weltmeisterschaft und erreichte den 3. Platz, in der Folgesaison wiederholte sie diesen Erfolg. Im Jahre 2008 erreichte sie den 1. Platz im nationalen DMV MX Ladies Cup, kam 2009 bei der WM auf den 4. und 2010 auf den 5. Platz. Ihre Rennen bestritt sie auf einer Kawasaki 250 cm³.
Gegen Ende der Saison 2010 erlitt sie im Training einen Bruch des dritten Lendenwirbels. Nach einer Operation und anschließender Rehabilitation nahm sie 2011 wieder an Wettkämpfen teil und wechselte dabei allmählich vom Motocross zum Endurosport. In der Saison 2011 wurde sie zum zweiten Mal Meisterin im DMV MX Ladies Cup.
Mit der Saison 2012 wurde der DMV MX Ladies Cup nicht mehr ausgetragen. Franke startete daher in der neu geschaffenen German Cross-Country-Meisterschaft (GCC) und dort in der Pro-Klasse. Während der Saison erlitt sie jedoch einen Kreuzbandriss und musste sieben Monate pausieren. Sie belegte dadurch in der Gesamtwertung nur den 27. Platz. In der Saison 2013 ging sie erneut in der GCC an den Start, diesmal in der Klasse Expert. Sie erreichte den 47. Platz. Parallel startete sie im Deutschen Enduro Damen Cup und erreichte dort den 1. Platz.
2014 nahm sie in der Frauenklasse an der SuperEnduro-WM teil und belegte dort zu Saisonende den 6. Platz. Parallel dazu startete sie in dieser Saison als einzige Fahrerin im Deutschen Enduro Junioren Pokal und belegte in der Gesamtwertung Platz 9, in der Championats-Wertung (über alle Klassen) stand Rang 50 bei 103 Starten zu Buche. Hier war sie ebenfalls die einzige Frau des Teilnehmerfeldes.
Im Deutschen Enduro Damen Cup belegte sie zum Saisonende 2015 den 3. Platz. – Von sechs Läufen nahm sie lediglich an den ersten drei teil, die sie jedoch alle gewinnen konnte.
Abseits von Motocross und Enduro nahm sie an der Deutschen Mountainbike-Meisterschaft in der Klasse Downhill teil und belegte dort den 2. Platz.
Ende 2015 wechselte Franke in das „Team Sturm Zschopau“, für das sie ab der Saison 2016 auf KTM an den Start ging.
In der Klasse E1 der DMSB Enduro Meisterschaft war sie 2016 die einzige Fahrerin und erreichte den 6. Platz. In der Championats-Wertung stand Rang 21 bei 79 Startern zu Buche. Hier war sie ebenfalls die einzige Frau des Teilnehmerfeldes. Parallel dazu startete sie 2016 bei den Frauen in der Enduro-Weltmeisterschaft und erreichte dort auf Anhieb den zweiten Platz. Im Oktober 2016 startete sie erstmals mit der Frauen-Nationalmannschaft bei der in Spanien ausgetragenen 91. Internationalen Sechstagefahrt. Mit der Mannschaft erreichte sie den 3. Platz. In der Frauen-Einzelwertung errang sie als erste deutsche Fahrerin den 1. Platz.
Im Folgejahr ging sie wieder in der Klasse E1 der DMSB Enduro Meisterschaft an der Start und erreichte wie im Vorjahr den 6. Platz. In der Championats-Wertung landete sie bei 98 Startern auf Platz 19 und war wieder die einzige Frau im Teilnehmerfeld. Im September 2017 nahm sie mit Anne Borchers, mit der sie das Team Deutschland der Frauen bildete, am Motocross of European Nations in Danzig teil, und errang dort den 3. Platz.
Wie im Vorjahr startete sie 2017 parallel in der Enduro-WM und errang dort am 2. Tag des Finallaufs in Zschopau als erste und bislang einzige deutsche Fahrerin den Weltmeistertitel.
Im August 2018 wurde Franke Mutter und pausierte daher die Saison vom Leistungssport.
In der Saison 2019 startete Franke im DMSB Enduro Damen Cup und erreichte dort bereits nach dem vorletzten Lauf den Meistertitel. In dieser Saison gelang ihr an allen Fahrtagen bei jedem der fünf durchgeführten Läufe der Sieg und sie erreichte damit die maximal möglichen Wertungspunkte in dieser Klasse. Bei der im November 2019 in Portugal ausgetragenen 94. Internationalen Sechstagefahrt erreichte sie mit der Nationalmannschaft den 2. Platz im Wettbewerb um die Women’s World Trophy. Zudem wiederholte sie ihren Erfolg von 2016 und wurde zeitschnellste Fahrerin in der Frauen-Einzelwertung.
Anfang September 2020 gab Maria Franke ihr Karriereende bekannt.
Im November 2023 nahm sie noch einmal als Fahrerin der deutschen Nationalmannschaft an der 97. Internationalen Sechstagefahrt im argentinischen San Juan teil. Nachdem sie kurz auf dem zweiten Platz aller Frauen gelegen war, schied sie jedoch bereits am ersten Fahrtag infolge eines Defektes am Motor ihrer KTM aus der Wertung.